# 談允厚
談允厚（?—?），字君，明代江蘇嘉定（今上海）人。
明代諸生，受業於嚴衍，後為嚴衍的妹婿。嚴衍嗜讀《資治通鑑》，自明神宗萬曆四十三年（1615年）開始撰《資治通鑑補》，允厚參與其中，師生兩人常一邊喝小酒、邊啃花生，反覆討論通鑑的內容。崇禎十一年（1638年）七月，「五代史」部份告竣，全書基本完成。次年談允厚作《〈資治通鑒補〉後序》，記十年來撰述的經歷：「先生與厚之為此，亦綦慎矣。回憶戊辰（崇禎元年）至今，每聯床對榻，彼此相商。一字未妥，抽翻百帙；片言無據，考訂兼旬。至於得失已見，是非無疑，輒又遲徊久之，或竟日竟夕，而後下筆。先生與厚，亦重有苦心矣。然不將《通鑒》原本與十七史全書字字對勘一過，則先生與厚之苦心亦未易見也。」